# Legge quadro
Una legge quadro, detta anche legge cornice, nel diritto italiano, è una legge della  Repubblica italiana che contiene i princìpi fondamentali relativi all’ordinamento di una determinata materia.

## Caratteristiche
Le leggi quadro contengono i princìpi, nelle materie indicate nel previgente testo dell'articolo 117, entro cui poteva esprimersi la funzione legislativa delle Regioni a statuto ordinario. 
Dopo la riforma Costituzionale avvenuta con la Legge costituzionale 18 ottobre 2001, n. 3, in materia di "Modifiche al titolo V della parte seconda della Costituzione", la categoria delle leggi quadro formalmente non esiste più. Sono tuttavia ancora vigenti numerose leggi-quadro emanate prima del 2001.

## Leggi quadro importanti

### Turismo
Legge 17 maggio 1983, n. 217, in materia di "Legge quadro per il turismo e interventi per il potenziamento e la qualificazione dell'offerta turistica" che definisce i principi fondamentali in materia di turismo ed industria alberghiera, ferme restando le competenze previste dal Decreto del presidente della Repubblica 24 luglio 1977, n. 616. Tali principi garantiscono lo sviluppo equilibrato delle attività turistiche e di quelle connesse, considerata la rilevanza delle stesse sia sotto il profilo sociale che sotto quello economico. Sono fatte salve le attribuzioni in detta materia delle regioni a statuto speciale e delle province autonome di Trento e Bolzano previste nei rispettivi statuti e norme di attuazione.

### Assistenza sociale
Per quanto riguarda il servizio sociale, la riforma dell'assistenza è stata approvata tramite la Legge 8 novembre 2000, n. 328, in materia di "Disposizioni per la realizzazione di un sistema integrato di interventi e servizi sociali".

### Disabilità
La legge quadro di tutela dei soggetti disabili è la Legge 5 febbraio 1992, n. 104, in materia di "Legge-quadro per l'assistenza, l'integrazione sociale e i diritti delle persone diversamente abili".
Principali obiettivi sono la rimozione delle cause invalidanti e la promozione dell'autonomia e della socializzazione.

Finalità sono: garantire il rispetto della dignità umana e i diritti di libertà e autonomia; garantire la piena integrazione familiare, scolastica, lavorativa e sociale; assicurare servizi e prestazioni per la prevenzione, la cura e la riabilitazione e la tutela giuridica ed economica.

### Opere pubbliche
Nel settore delle costruzioni, in riferimento alle opere pubbliche, il termine si riferisce alla Legge 11 febbraio 1994, n. 109, in materia di "Legge quadro in materia di lavori pubblici") e successive modificazioni, anche conosciuta come Legge Merloni. Il 12 aprile 2006 la Legge Merloni è stata abrogata e sostituita dal D.Lgs. 163/2006 (Codice dei contratti pubblici relativi a lavori, servizi e forniture in attuazione delle direttive 2004/17/CE e 2004/18/CE), pubblicato sulla Gazzetta Ufficiale n. 100 del 2 maggio 2006.